# 3907 Kilmartin
3907 Kilmartin este un asteroid din centura principală, descoperit pe 14 august 1904, de Max Wolf.